# Science4Life
Science4Life ist eine unabhängige Gründerinitiative zur Unterstützung technologisch geprägter Unternehmensgründungen mit Fokus auf den Branchen Life Sciences, Chemie und Energie. Dies geschieht kostenfrei durch ein umfangreiches Informationsangebot im Internet sowie Workshops und Seminare. Der Schwerpunkt der Gründerinitiative ist der jährlich stattfindende bundesweite Businessplan-Wettbewerb Science4Life Venture Cup sowie der Science4Life Energy Cup. Science4Life wird durch das Bundesland Hessen und das Pharmaunternehmen Sanofi finanziell unterstützt. Darüber hinaus engagieren sich über 200 Organisationen aus Forschung und Wirtschaft ehrenamtlich in der Unterstützung und Beratung der Unternehmensgründer. Die Schirmherren der Gründerinitiative sind der hessische Wirtschaftsminister Kaweh Mansoori sowie die Geschäftsführerin Forschung und Entwicklung bei Sanofi in Deutschland, Marion Zerlin.

## Geschichte
Science4Life wurde 1998 als gemeinnützige Initiative durch das Bundesland Hessen und die Hoechst AG ins Leben gerufen. Seit 2003 ist Science4Life ein eingetragener Verein. 2004 wurde das Investitionsforum Seed4Money ausgerichtet, das Treffen zwischen Gründern und Kapitalgebern sowie Industrievertretern ermöglicht. In der Folgezeit übernahmen die Nachfolgeorganisationen der Hoechst AG die Rolle des industriellen Sponsoren, zunächst Aventis SA dann Sanofi-Aventis. Die ersten Online-Seminare hat Science4Life 2008 angeboten, während die Ideenphase des Science4Life Venture Cups 2012 eingeführt wurde. 
2023 feierte Science4Life das 25-jährige Bestehen. Seit der Gründung 1998 hat Science4Life über 9500 Teilnehmer verzeichnet.

## Science4Life Venture Cup und Science4Life Energy Cup
Der Science4Life Venture Cup ist ein dreistufiger Startup-Wettbewerb für Unternehmensgründer und Start-Ups aus den Bereichen Life Sciences, Chemie und Energie.
Der Wettbewerb besteht aus einer Ideen-, Konzept- und einer Businessplan-Phase. In der Ideenphase sind die Unternehmensgründer dazu angehalten, ihre Produkt- oder Dienstleistungsidee auf drei Seiten zu skizzieren. Das Ziel dieser Phase ist, die Umsetzbarkeit der einzelnen Geschäftsideen zu prüfen, um Marktchancen zu erkennen und gegebenenfalls das eigene Geschäftsmodell anzupassen. Die zweite Phase besteht vor allem aus der konzeptionellen Formulierung der bisher erarbeiteten Geschäftsidee. Das heißt, dass die Teilnehmer ihre Idee nun ausführlich schildern und eine Darstellung des Unternehmerteams sowie eine erste Markteinschätzung einreichen. Anschließend prüfen Branchen-Experten die Geschäftsvorhaben der Teams und insbesondere die Zusammenfassung ihrer Konzepte. Diese bilden nämlich die Ausgangsbasis für die Erstellung des Businessplans in Phase 3. Am Ende dieser Phase soll ein komplett ausgearbeiteter und professioneller Businessplan stehen. Das Geschäftskonzept der zweiten Phase wird hierbei um Themen wie Finanzierung, Marketing, Patente und dergleichen erweitert. In einem erneuten Austausch mit Branchen-Experten werden Stärken und Schwächen des Geschäftsmodells erörtert.
Im Anschluss daran erhalten die fünf besten Teams des Venture Cup und die drei besten Teams des Energy Cup eine Einladung zu einem vier- bzw. dreitägigen Unternehmer-Workshop, bevor die endgültige Reihenfolge der Plätze 1–5 (Venture Cup) und der Plätze 1–3 (Energy Cup) von der Science4Life-Jury festgelegt wird. Abseits der Geschäftskontakte und den Weiterbildungsmöglichkeiten winken in jeder Wettbewerbsrunde insgesamt Preisgelder in Höhe von rund 77.000 €. Außerdem profitieren alle Teilnehmer von einem Experten-Netzwerk, zu dem 300 Branchenexperten aus über 200 Unternehmen gehören. Der Venture Cup wurde bisher 26 Mal ausgetragen und hat über 3000 Geschäftsideen sowie 1500 neu gegründete Unternehmen hervorgebracht. Damit ist der Science4Life Venture Cup der erfolgreichste Startup-Wettbewerb für Life Sciences, Chemie und Energie in Deutschland.

## Hauptgewinner des Science4Life Venture Cup
- 1999 N-Zyme BioTec GmbH (Darmstadt, D)
- 2000 Vasopharm GmbH (Würzburg, D)
- 2001 Nanosolutions GmbH (Hamburg, D)
- 2002 WonDrug Biosciences GmbH (Marburg, D)
- 2003 AlcaSynn Pharmaceuticals GmbH (Innsbruck, A)
- 2004 Si4Health GmbH (Regensburg, D)
- 2005 Innoviscoat GmbH (Köln, D)
- 2006 PURinvent GmbH (Göttingen, D)
- 2007 Spherotec GmbH (Martinsried, D)
- 2008 t2cure GmbH (Frankfurt a. M., D)
- 2009 PEPperPRINT GmbH (Heidelberg, D)
- 2010 XL biologics (Freising / Weihenstephan, D)
- 2011 Nano4Imaging GmbH (Aachen, D)
- 2012 AdiuTide Pharmaceuticals GmbH (Frankfurt a. M., D)
- 2013 MetaHeps GmbH (München, D)
- 2014 Hydrogenious Technologies GmbH (Nürnberg, D)
- 2015 TolerogenixX (Heidelberg, D)
- 2016 NanoWired (Darmstadt, D)
- 2017 aidCURE (Frankfurt a. M., D)
- 2018 VARIOKAN (Gießen, D)
- 2019 Mediaire GmbH (Berlin, D)
- 2020 YURI GmbH (Meckenbeuren, D)
- 2021 Nephrolytix (Berlin, D)
- 2022 CatSper (Münster, D)
- 2023 Sedivention GmbH (Strasslach, D)
- 2024 ResCure (Dresden, D)

## Hauptgewinner  des Science4Life Energy Cup
- 2017 Adaptive Balancing Power GmbH (Darmstadt, D)
- 2018 MagnoTherm Solutions GmbH (Darmstadt, D)
- 2019 KOENA tec GmbH (Stuttgart, D)
- 2020 Pionierkraft GmbH (München, D)
- 2021 Airstier Technology GmbH (Hannover, D)
- 2022 Reverion GmbH (Eresing, D)
- 2023 xemX (Bochum, D)
- 2024 Illutherm GmbH (Darmstadt, D)

## Belege
1. ↑  So starten Gründer im Life-Sciences-Bereich durch! In: Gründerszene Magazin. 23. Januar 2018 (gruenderszene.de [abgerufen am 2. August 2018]).